# Turn of the Screw
Turn Of The Screw est le second album du groupe 1208. Il a été réalisé en février 2004, et suit le premier album, Feedback Is Payback. Les deux albums sont sous le label Epitaph Records.

## Liste des pistes
Toutes les chansons sont écrites et composées par 1208.
| 1.  | My Loss           | 3:30 |
| 2.  | Fall Apart        | 3:08 |
| 3.  | Tell Me Again     | 2:52 |
| 4.  | Next Big Thing    | 3:04 |
| 5.  | Time to Remember  | 2:33 |
| 6.  | Smash the Badge   | 2:22 |
| 7.  | Lost and Found    | 3:05 |
| 8.  | Everyday          | 2:51 |
| 9.  | From Below        | 2:36 |
| 10. | Hurts to Know     | 2:44 |
| 11. | All I Can Do      | 2:12 |
| 12. | Not You           | 3:14 |
| 13. | The Saint         | 3:12 |
| 14. | Turn of the Screw | 1:56 |